# William Stanley (1435-1495)
William Stanley (1435 circa – 16 febbraio 1495) fratello minore di Thomas Stanley, I conte di Derby partecipò a diverse battaglie nella Guerra delle due rose.

## La vita
William Stanley nacque attorno al 1435 da Thomas Stanley, I barone Stanley e da Joan Goushill (1401circa-poco prima del 27 aprile 1466), si sposò due volte, la prima con Joan di Beaumont, alle sue seconde nozze, attorno al 1465 e quindi di nuovo circa sei anni dopo con Elizabeth Hopton da cui ebbe una figlia:
- Jane Stanley.

Durante la Guerra delle due rose combatté spesso al fianco del Casato di York, lo fece alla Battaglia di Blore Heath del 1459, mentre suo fratello combatteva per la Casa di Lancaster, la sua fedeltà venne premiata con terre e castelli che gli giunsero nel 1465. Cinque anni dopo combatté alla Battaglia di Tewkesbury e fu colui che catturò la regina lancastriana Margherita d'Angiò e venne quindi nominato Knight banneret per volere di Edoardo IV d'Inghilterra.
Quando nel 1483 ascese al trono Riccardo III d'Inghilterra venne ricompensato per la propria fedeltà alla famiglia con delle terre nel Galles del nord.
Due anni dopo tuttavia William decise di unirsi al fratello Thomas nell'appoggiare la Dinastia Tudor che per mano di Enrico Tudor reclamava il trono per conto dei Lancaster.
William ebbe un ruolo importante alla Battaglia di Bosworth Field del 1485 quando Enrico e Riccardo si fronteggiarono, egli infatti volse i propri uomini contro Riccardo assicurando la vittoria a Enrico che divenne Enrico VII d'Inghilterra in opposizione al fratello Thomas che si tenne piuttosto distante dall'azione.
L'aver appoggiato Enrico in un momento tanto delicato portò a William diversi incarichi come quello di Lord ciambellano e quello di Ciambellano dello Scacchiere.
Nel 1495 William venne accusato di aver cospirato per deporre Enrico in concerto con Perkin Warbeck un giovane che diceva di essere il Riccardo, duca di York, uno dei Principi nella Torre. Le prove contro di lui erano per lo più circostanziali, ma William ammise il coinvolgimento nella speranza che una confessione gli avrebbe risparmiato la vita. Se da una parte era una possibilità concreta, per dimostrare la propria pietà e per non dispiacere al sempre in auge Thomas Stanley, dall'altra Enrico temette che il risparmiarlo avrebbe potuto dare il la ad altri uomini che avrebbero voluto mettere in dubbio la sua posizione e cospirare contro di lui.
William venne quindi condannato a morte e giustiziato il 16 febbraio 1495.